# Mahapleu
Mahapleu  è una città e sottoprefettura della Costa d'Avorio appartenente al dipartimento di Danané. Conta una popolazione di 44 368 abitanti (censimento 2014).